# 1119

## Догађаји
- 29. јануар – Папа Геласије II умро је у егзилу након једногодишњег понтификата у опатији Клини. Наследио га је папа Калист II као 162. папа Католичке цркве.
- 28. јун – Битка код Балата: Крсташка војска Кнежевине Антиохије под вођством Руђера од Салерна је у заседи и уништена (близу Сармаде) од стране комбинованих муслиманских снага (20.000 људи) Илгазија, артукидског владара Алепа. Муслиманске трупе су послате да нападну предграђа Антиохије и опљачкају луку Свети Симеон. Крсташке тврђаве у Атарибу, Зардани, Сармину, Ма'арат ел-Ну'ману и Кафр Табу су заробљене. Илгази тријумфално улази у Алеп, крсташки заробљеници су вучени у ланцима – где су мучени до смрти на улицама. Масакр је довео до имена битке, Агер Сангуинис (или „Поље крви“).

- 14. август – Битка код Хаба: Крсташи под вођством краља Балдуина II од Јерусалима (уз подршку снага грофа Понса од Триполија) побеђују Илгазијеву војску код Арихе у Сирији. Болдуин успева да поново освоји све крсташке замкове и тријумфално се враћа у Антиохију. Стабилизује границе и спречава Илгазија да крене на Антиохију.
- 20. август – Битка код Бремила: Краљ Хенри I од Енглеске побеђује краља Луја VI (Дебелог) од Француске и његових 400 витезова у Нормандији. Окршај који почиње жестоким, али неуређеним нападом Француза, а завршава се повлачењем Француза. Луј пристаје да склопи мир и формално признаје Вилијама Аделина за војводу од Нормандије.
- Роберт I (де Брус), први лорд Анандала, додељује и потврђује цркву Свете Хилде од Мидлсброа Витбију.
- 19. септембар – Јак земљотрес погодио је Глостершир и Ворикшир.
- Сабор у Ремсу: Папа Калист II закључује мир са Хенријем I. Присутно је 15 надбискупа и преко 200 бискупа.
- Сабор у Тулузу: Католичка црква осуђује петробрусијанску јерес.
- Џу Ју, кинески историчар, написао је своју књигу „Разговори за столом у Пингџоу“, најранију познату употребу одвојених одељака трупа на бродовима. Џу Јуова књига је прва која извештава о употреби магнетног компаса за навигацију на мору.

### Август
- 14. август – Битка код Тел Данита
- 20. август – Битка код Бремила

## Смрти
- Папа Геласије II

- Руђер од Салерна